# Eli'ezer Sandberg
Eli'ezer Sandberg (hebrejsky: אליעזר זנדברג) je izraelský politik a bývalý poslanec Knesetu za stranu Šinuj.

## Biografie
Narodil se 21. února 1962 V Haifě. Sloužil v izraelské armádě, kde dosáhl hodnosti poručíka (Segen) u armádní prokuratury. Vystudoval právo na Telavivské univerzitě. Pracoval jako právník. Hovoří hebrejsky a anglicky.

## Politická dráha
Aktivní byl již ve studentských organizacích. Byl generálním tajemníkem strany Comet a člen jejího vedení od roku 1988. Zároveň straně poskytoval právní poradenství. Předtím předsedal její haifské pobočce.
V izraelském parlamentu zasedl poprvé po volbách do Knesetu v roce 1992, v nichž nastupoval za stranu Comet. Byl členem výboru státní kontroly, výboru House Committe, výboru pro ekonomické záležitosti, výboru pro ústavu, právo a spravedlnost, výboru pro televizi a rozhlas a výboru pro vzdělávání a kulturu. Mandát obhájil ve volbách do Knesetu v roce 1996, nyní za volební koalici Likud-Gešer-Comet. Stal se členem výboru House Committe, výboru pro ekonomické záležitosti, výboru pro ústavu, právo a spravedlnost a výboru pro imigraci a absorpci. Předsedal podvýboru pro zákon o podnikovém právu. Zároveň zastával post místopředsedy Knesetu. V letech 1998–1999 byl náměstkem ministra školství.
Krátce se angažoval v malé straně Mifleget ha-Merkaz.
Ve volbách do Knesetu v roce 1999 byl opětovně zvolen, nyní za stranu Šinuj. Zastával post člena výboru pro ekonomické záležitosti, výboru státní kontroly, výboru práce, sociálních věcí a zdravotnictví, výboru pro drogové závislosti, výboru pro vědu a technologie a výboru pro práva dětí. Předsedal podvýboru pro státní podniky a podvýboru pro otázky související se sektorem hi-tech. Mandát obhájil ve volbách do Knesetu v roce 2003, opět za Šinuj. Stal se členem výboru pro ekonomické záležitosti. Vzhledem k vysokému volebnímu zisku strany Šinuj získala tato formace i vládní posty. Sandberg byl v letech 2003–2004 ministrem vědy a technologie a v roce 2005 také několik měsíců převzal po Josefu Parickém post ministra národní infrastruktury.
Ke konci volebního období došlo ve straně Šinuj k rozkolu, při kterém ji opustila většina poslaneckého klubu včetně Sandberga a založila novou politickou formaci Chec. Po pár týdnech ale opustil Sandberg i ji a zakládá vlastní stranu nazvanou ha-Bajit ha-le'umi. Ta se ještě před volbami do Knesetu v roce 2006 sloučila s Likudem, ale na jeho kandidátní listině Sandberg nebyl.